# Coupe d'Allemagne de cyclisme sur route 2007
La Coupe d'Allemagne de cyclisme 2007 est la deuxième édition de la Coupe d'Allemagne de cyclisme. Elle a eu lieu d'avril à octobre. La catégorie juniors fait une éphémère apparition dans la Coupe d'Allemagne de cyclisme, puisqu'elle disparaitra l'année suivante.

## Élites

### Hommes

#### Résultats
| Date            | Course                            | Vainqueur           | Équipe                       |
| --------------- | --------------------------------- | ------------------- | ---------------------------- |
| 9 avril         | Tour de Cologne                   | Juan José Haedo     | Team CSC                     |
| 25–29 avril     | Tour de Basse-Saxe                | Alessandro Petacchi | Team Milram                  |
| 1er mai         | Grand Prix de Francfort           | Patrik Sinkewitz    | T-Mobile                     |
| 16–20 mai       | Tour de Rhénanie-Palatinat        | Gerald Ciolek       | T-Mobile                     |
| 25 mai          | Neuseen Classics                  | Denis Flahaut       | Jartazi-Promo Fashion        |
| 30 mai–3 juin   | Tour de Bavière                   | Stefan Schumacher   | Gerolsteiner                 |
| 9 juin          | Grand Prix de la Forêt-Noire      | Radoslav Rogina     | Perutnina Ptuj               |
| 24 juin         | Championnat d'Allemagne du clm    | Bert Grabsch        | T-Mobile                     |
| 1er juillet     | Championnat d'Allemagne sur route | Fabian Wegmann      | Gerolsteiner                 |
| 25-29 juillet   | Tour de Saxe                      | Joost Posthuma      | Rabobank                     |
| 4 août          | Tour de la Hainleite              | Greg Van Avermaet   | Predictor-Lotto              |
| 5 août          | Sparkassen Giro Bochum            | Andy Cappelle       | Landbouwkrediet-Tönissteiner |
| 10–18 août      | Tour d'Allemagne                  | Jens Voigt          | Team CSC                     |
| 19 août         | Vattenfall Cyclassics             | Alessandro Ballan   | Lampre-Fondital              |
| 22–26 août      | Rothaus Regio-Tour                | Moisés Dueñas       | Agritubel                    |
| 16 septembre    | Tour de Nuremberg                 | Fabian Wegmann      | Gerolsteiner                 |
| 19–23 septembre | Drei-Länder-Tour                  | Thomas Dekker       | Rabobank                     |
| 3 octobre       | Münsterland Giro                  | Jos van Emden       | Rabobank Continental         |

#### Classement
1. Jens Voigt, 207  pts
2. Gerald Ciolek, 204  pts
3. Fabian Wegmann, 168  pts
4. Bert Grabsch, 131  pts
5. Erik Zabel, 106  pts
6. Alessandro Ballan, 100  pts
7. Alessandro Petacchi, 96  pts
8. Graeme Brown, 90 pts
9. Sven Krauß, 89  pts
10. Levi Leipheimer, 83 pts

### Femmes

#### Résultats
| Date          | Course                            | Vainqueur         | Équipe                   |
| ------------- | --------------------------------- | ----------------- | ------------------------ |
| 24 juin       | Championnat d'Allemagne du clm    | Hanka Kupfernagel | RG Charlottenburg Berlin |
| 1er juillet   | Championnat d'Allemagne sur route | Luise Keller      | Team Flexpoint           |
| 24–29 juillet | Tour de Thuringe                  | Judith Arndt      | T-Mobile Women           |
| 5 août        | Tour de Bochum                    | Hanka Kupfernagel | Focus-worldsportstar     |
| 21-23 août    | Albstadt-Frauen-Etappenrennen     | Trixi Worrack     | Nürnberger Versicherung  |
| 16 septembre  | Tour de Nuremberg                 | Marianne Vos      | Team DSB Bank            |

#### Classement
1. Judith Arndt, 93  pts
2. Hanka Kupfernagel, 83  pts
3. Trixi Worrack, 79  pts
4. Marianne Vos, 75  pts
5. Noemi Cantele, 66  pts
6. Luise Keller, 51 Ppts
7. Ina-Yoko Teutenberg, 50  pts
8. Angela Brodtka, 48 pts
9. Rochelle Gilmore, 43  pts
10. Emma Pooley, 43  pts

## Espoirs - Hommes

### Résultats
| Date       | Course                            | Vainqueur         | Équipe                      |
| ---------- | --------------------------------- | ----------------- | --------------------------- |
| 22 avril   | Tour de Düren                     | Marcel Beima      | Time-Van Hemert             |
| 25–28 mai  | Tour de Berlin                    | Michael Franzl    | Team Mapei Heizomath        |
| 12–17 juin | Tour de Thuringe                  | Mathias Frank     | Équipe de Suisse Espoirs    |
| 3 juin     | Championnat d'Allemagne sur route | Dominic Klemme    | Team 3C-Gruppe Lamonta      |
| 20–23 juin | Tour de Mainfranken               | Anatolij Kaschtan | [Ukraine Neri Sottoli Team] |
| 24 juin    | Championnat d'Allemagne du clm    | Marcel Kittel     | Thüringer Energie Team      |
| 26 août    | Tour du Sachsenring               | Oliver Giesecke   | Thüringer Energie Team      |

### Classement
1. Christian Kux, 77  pts
2. Michael Franzl, 75  pts
3. Tony Martin, 64  pts
4. Mathias Frank, 56  pts
5. Anatoliy Kashtan, 55  pts
6. Jörg Lehmann, 54  pts
7. Dominic Klemme, 52  pts
8. Frank Schulz, 50  pts
9. Oliver Giesecke, 49  pts
10. Ingmar Dassler, 45  pts

## Juniors - Hommes

### Résultats
| Date          | Course                                 | Vainqueur          | Équipe                      |
| ------------- | -------------------------------------- | ------------------ | --------------------------- |
| 26-28 mai     | 3-Etapen-Rundfahrt                     | Rasmus Guldhammer  | Équipe du Danemark Juniors  |
| 2 juin        | Champion d'Allemagne juniors du clm    | John Degenkolb     |                             |
| 7-10 juin     | Trofeo Karlsberg                       | Matthias Brändle   | Équipe d'Autriche Juniors   |
| 17 juin       | Champion d'Allemagne juniors sur route | Peter Clauß        | Schwalbe-Team Sachsen       |
| 27-29 juillet | Tour de Basse-Saxe juniors             | Michael Hümbert    | RG Rheinland-Pfalz/Saarland |
| 24-26 août    | Sparkassen Münsterland Tour            | Matthias Allegaert | Équipe de Belgique Juniors  |

### Classement
1. Michael Hümbert, 94 pts
2. Nils Plötner, 78 pts
3. John Degenkolb, 78 pts
4. Rasmus Guldhammer, 73 pts
5. Dominik Nerz, 63 pts
6. Matthias Allegaert, 57 pts
7. Peter Sagan, 55 pts
8. Matthias Brändle, 55 pts
9. Peter Clauß, 50 pts
10. Christopher Roth, 46 pts